# مارونی‌ها

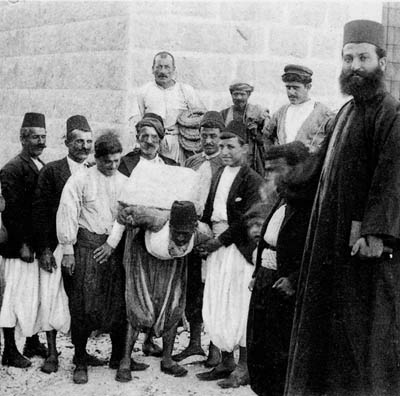
روستاییان مارونی در حال ساخت کلیسا در منطقه جبل لبنان

مارونی‌ها گروهی قومی-مذهبی در سرزمین شام و عمدتاً در لبنان امروزی هستند. این گروه نام خود را از سن مارون مسیحی‌ای آشوری گرفته‌اند؛ کسی که پیروان‌اش بعدتر از انطاکیه و اطراف آن به زیستگاه کنونی‌شان یعنی کوه‌های لبنان کوچیدند و کلیسای مارونی را بنیان گذارد. انطاکیه شهری تاریخاً یونانی‌نشین بود و امروز جزئی در استان هاتای ترکیه است. مارونی‌ها و دروزی‌ها نقش موثری در بنای لبنان امروزی داشتند.
مارونی‌ها یکی از گره‌های اصلی جامعه لبنان بوده‌اند هر چند مهاجرت گسترده به قاره آمریکا در آغاز قرن بیستم و جنگ داخلی لبنان بین سال‌های ۱۹۷۵ تا ۱۹۹۰ جمعیت آن‌ها را کاهش داده‌است. امروزه مارونی‌ها بیش از یک چهارم جمعیت لبنان را تشکیل می‌دهند و به جز دو استثناء تمامی رؤسای جمهور لبنان مارونی بوده‌اند. مارونی‌ها امروزه به زبان عربی صحبت می‌کنند اما زبان قدیمی خود که گویشی از زبان آرامی است را به عنوان زبان مذهبی حفظ کرده‌اند.